# سياسة التأشيرات في غواتيمالا
سياسة التأشيرات في غواتيمالا تجب على الزائرين لغواتيمالا الحصول على تأشيرة من إحدى البعثات الدبلوماسية الغواتيمالية في بلادهم، أو إذا أتوا من إحدى الدول المعفاة من التأشيرة.

## خريطة سياسة التأشيرات

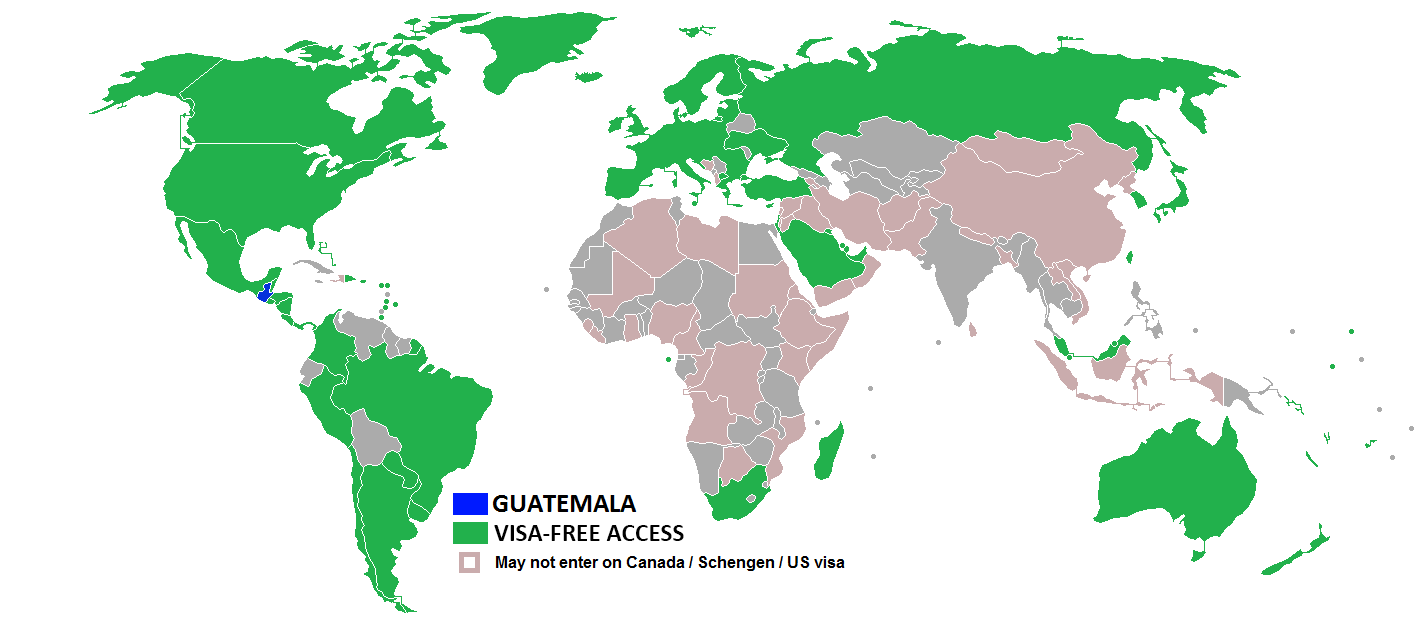
غواتيمالا
دول معفاة من التأشيرة
احتمال عدم دخولهم حتي إذا حصلوا علي تأشيرة من دول الاتحاد الأوروبي أو كندا أو الولايات المتحدة

## الإعفاء من التأشيرة
حاملي جوازات 86 دولة لا يحتاجون إلي تأشيرة لدخول غواتيمالا لمدة تصل إلي 90 يوماً:
| - الاتحاد الأوروبي - أندورا - أنتيغوا وباربودا - الأرجنتين - أستراليا - البهاما - البحرين - باربادوس - بليز - البرازيل - بروناي - كندا - تشيلي - كولومبيا | - كوستاريكا - إلسالفادور - فيجي - هندوراس - إسرائيل - اليابان - الكويت - مقدونيا - مدغشقر - ماليزيا - جزر مارشال - المكسيك - موناكو - نيوزيلندا | - نيكاراغوا - بنما - باراغواي - بيرو - قطر - روسيا - سانت كيتس ونيفيس - سانت لوسيا - سانت فينسنت والغرينادين - سان مارينو - ساو تومي وبرينسيب - السعودية - سنغافورة - جزر سليمان | - جنوب أفريقيا - كوريا الجنوبية - تايوان - ترينيداد وتوباغو - تركيا - توفالو - أوكرانيا - الإمارات العربية المتحدة - الولايات المتحدة - أوروغواي - فانواتو - الفاتيكان - فنزويلا |  |

يمكن لمواطني باقي الدول دخول غواتيمالا بدون تأشيرة إذا كانوا لديهم تأشيرة صالحة صادرة من دول الاتحاد الأوروبي أو كندا أو الولايات المتحدة هذا الشرط لا يقدم لمواطني أفغانستان, ألبانيا, الجزائر, أنغولا, أرمينيا, بنغلاديش, البوسنة والهرسك, بوتسوانا, الكاميرون, الصين, جمهورية الكونغو, جمهورية الكونغو الديمقراطية, إريتريا, إثيوبيا, غانا, هايتي, هونغ كونغ, إندونيسيا, إيران, العراق, الأردن, كينيا, لاوس, لبنان, ليبريا, ليبيا, مالي, منغوليا, موزمبيق, نيبال, نيجريا, كوريا الشمالية, عمان, باكستان, فلسطين, سيراليون, الصومال, سريلانكا, السودان, سوريا, تيمور الشرقية, فيتنام و اليمن.